# Tolstoy (Dacota do Sul)
Tolstoy é uma cidade  localizada no estado norte-americano de Dacota do Sul, no Condado de Potter.

## Demografia
Segundo o censo norte-americano de 2000, a sua população era de 64 habitantes.
Em 2006, foi estimada uma população de 55, um decréscimo de 9 (-14.1%).

## Geografia
De acordo com o United States Census Bureau tem uma área de
0,5 km², dos quais 0,5 km² cobertos por terra e 0,0 km² cobertos por água.

## Localidades na vizinhança
O diagrama seguinte representa as localidades num raio de 28 km ao redor de Tolstoy.